# 밥상의 신
《밥상의 신》은 2014년 4월 10일부터 2014년 11월 6일까지 KBS 2TV에서 방송된 버라이어티 쇼 텔레비전 프로그램이다. 출연자들이 음식과 관련된 영상과 보고, 퀴즈를 풀고, 관련된 음식을 먹어보는 등의 내용으로 구성되었다.

## 방송 시간
| 방송 채널 | 방송 기간                       | 방송 시간                      | 비고        |
| --------- | ------------------------------- | ------------------------------ | ----------- |
| KBS 2TV   | 2014년 1월 31일                 | 금요일 오후 6:20~7:50(90분)    | 파일럿 편성 |
| KBS 2TV   | 2014년 4월 10일~2014년 11월 6일 | 매주 목요일 밤 8:55~9:55(60분) | 정규 편성   |

## 방송 회차

### 2014년
| 회차   | 방송일    | 제목 (원제)                  | 게스트                                                 |
| ------ | --------- | ---------------------------- | ------------------------------------------------------ |
| 설특집 | 1월 31일  | 정력 4대 천왕                | 박은혜, 홍진영, 김지선, 방민아, 김신영                 |
| 1      | 4월 10일  | 봄 맞이 대 특집 제1탄 - 활력 | 보라, 신보라, 김준호, 한상진                           |
| 2      | 5월 1일   | 봄 맞이 대 특집 제2탄 - 회춘 | 박정수, 이계인, 도희, 허경환                           |
| 3      | 5월 8일   | 면역 밥상                    | 이무송, 노사연, 황광희, 박형식                         |
| 4      | 5월 15일  | 가정의 달 특집 - 알찬 밥상   | 이상용, 하일, 정은지, 윤보미                           |
| 5      | 5월 29일  | 송해의 장수 밥상             | 이용식, 김혜연, 송은이, 성규                           |
| 6      | 6월 5일   | 허참의 두뇌 밥상             | 김한국, 이경애, 김생민, 김지숙                         |
| 7      | 6월 12일  | 다이어트 밥상                | 하일성, 백지영, 이재윤, 최윤영                         |
| 8      | 6월 19일  | 스트레스 해소 밥상           | 김재경, 김세환, 이성미, 김현철, 조영남                 |
| 9      | 6월 26일  | 스타들의 동안 밥상           | 유현상, 김영철, 하춘화, 박은영                         |
| 10     | 7월 3일   | 강철심장 밥상                | 박상민, 홍경민, 이승신, 강예빈                         |
| 11     | 7월 10일  | 갱년기 밥상 편               | 임예진, 독고영재, 김민희, 조윤호, 황소희               |
| 12     | 7월 17일  | 피로회복에 좋은 밥상 편      | 이만기, 조정치, 김숙, 정준영, 방민아                   |
| 13     | 7월 24일  | 키가 쑥쑥 밥상               | 성시경, 성대현, 김지선, 허경환, 리지                   |
| 14     | 7월 31일  | 피서지 밥상                  | 변우민, 송준근, 김완선, 이혜리                         |
| 15     | 8월 7일   | 열대야食 밥상                | 정한용, 헨리, G.NA, 유민상, 김민경                     |
| 16     | 8월 14일  | 외식 밥상                    | 박준규, 박종혁, 이승규, 클라라                         |
| 17     | 8월 21일  | 한류 밥상                    | 샘 해밍턴, 아비가일 알데레떼, 크리스 존슨, 후지이 미나 |
| 18     | 8월 28일  | 캠핑 밥상                    | 이현우, 태민, 소유, 다솜                               |
| 19     | 9월 4일   | 추석 밥상                    | 전원주, 선우용녀, 김효진, 오승은                       |
| 20     | 9월 18일  | 선수촌 밥상                  | 이민혁, 김보민, 신수지, 김종국                         |
| 21     | 10월 9일  | 밥도둑을 찾아라              | 김종민, 은지원, 홍지민, 홍진영                         |
| 22     | 10월 16일 | 북한 미녀 밥상               | 박성광, 은지원, 김하나, 한서희, 유현서                 |
| 23     | 10월 23일 | 길거리 밥상                  | 공서영, 이계인, 홍석천                                 |
| 24     | 11월 6일  | 한의사 밥상                  | 김오곤, 신동진, 송영섭, 김가연, 정다은, 김현철         |

## 결방 사유
2014년
- 4월 17일~4월 24일: 세월호 침몰 사고의 여파로 인한 결방
- 5월 22일: 2014 PSV 에인트호번 VS 수원 삼성 축구 경기 중계방송으로 인한 결방
- 9월 11일: 파일럿 프로그램 나의 결혼 원정기 편성으로 인한 결방
- 9월 25일~10월 2일: 인천 아시안게임 중계방송으로 인한 결방
- 10월 30일: KBS 스포츠 2014년 한국프로야구 플레이오프 3차전 넥센 히어로즈 VS LG 트윈스 중계방송으로 인한 결방